# Трон из Костей Дракона
«Трон из Костей Дракона» (англ. The Dragonbone Chair) — роман 1988 года в жанре фэнтези американского писателя фантаста Тэда Уильямса. Начинает трилогию «Память, Скорбь и Тёрн».
События разворачиваются в вымышленном мире с названием Светлый Ард.

## Сюжет
В замке Хехйолт умирает Престер Джон. Король, объединивший весь светлый Ард, оставляет после себя двух принцев: старшего Элиаса и младшего Джошуа. Власть наследует Элиас, однако вскоре все королевство погружается в разруху: аномальные жара и холода, разбойники на дорогах, чума; а брат короля Джошуа исчезает.
В это время в замке живёт юноша Саймон, оставшийся без родителей. Его берет к себе на обучение доктор Моргенес. Он обучает его читать и писать, но совершенно не желает учить магии.
Спустившись однажды в погреб, Саймон обнаруживает закованного в кандалы Джошуа, о чём рассказывает Моргенесу. Вместе с доктором они спасают принца, и тот отправляется по тайным подземельям под замком на свободу. Вскоре к ним приходит таинственный красный священник Прайрат вместе с охраной, пытавшийся их схватить. Однако Моргенес взрывает комнату, умирая, но давая Саймону сбежать в подземелье.
После долгих блужданий Саймон выходит на поверхность, становясь свидетели сделки короля с таинственными существами, которые дают ему меч. Саймон отправляется в замок Джошуа под названием Наглимунд. По пути Саймон спасает из ловушки ситхи — представителя таинственной древней бессмертной расы. Его находит канук Бинабик, ученик Укукека — друга доктора Моргенеса, который начинает его сопровождать.
Они приходят в монастырь святого Ходерунда, оказавшийся местом бойни. Саймона хватают Риммеры, когда тот отходит от Бинабика. Он оказывается в лагере герцога Изгримнура, на который ночью нападают буккены. Во время смуты в лагере Бинабик вызволяет Саймона и они отправляются дальше в Наглимунд.
Решив пройти через лес, они направляются к дому Джелой — знакомой Бинабика. Их начинает проследовать таинственный охотник Инген Джеггер с собаками из штормспайка. Они находят девушку с ребёнком, пытавшихся спрятаться от собак. Вместе они добираются до Джелой, от которой отправляются в Наглимунд.
По прибытии в Наглимунд оказывается, что найденная ими девушка — Мириамель, дочь короля Элиаса, сбежавшая от него к дяде. Собирается совет, на котором появляется старый риммер Ярнауга, сообщающий легенду о трёх великих мечах: Память, Скорбь и Шип. Бинабик, Саймон и несколько воинов отправляются на север на поиски Шипа — меч, прежде принадлежащий Камарису, величайшему герою времён Престера Джона. Мириамель сбегает с таинственным монахом Кадрахом, желая привести подмогу из Наббана.
Оказывается, что войско из Наббана во главе с герцогом Леобардисом уже двигалось на помощь. Наглимунд берется в осаду войском Элиаса, Леобардиса убивает собственный сын Бенигарис, а Джошуа с нескольким соратникам удается сбежать в лес Альдхорт.
Во время путешествия Саймона, на его отряд нападает Инген Джеггер, однако им на помощь приходят ситхи. Спасённый Саймоном ситхи оказывается принцем по имени Джирики. Он с несколькими сородичами отправляется вместе с Саймоном в горы, где лежит Шип. Когда они его находят, они оказываются в окружении. Завязывается драка, во время которой пробуждается дракон Игьярдук. Саймон сражает дракона Шипом, после чего падает в обморок. Проснувшись он оказывается в поселении кануков, соплеменников Бинабика. Однако Бинабик оказывается в тюрьме за измену.

## Герои
Саймон — мальчик поварёнок из Хейхолта.
Мириамель — дочь короля Элиаса.
Престер Джон — король, объединивший Светлый Ард. Сразил дракона Шуракаи мечом Сияющий Коготь, прогнал ситхи с подконтрольных ему земель.
Тэд Уильямс. «Трон из Костей Дракона»:

Верховный король всего Светлого Арда; бич ситхи и защитник истинной веры, погибель дракона Шуракаи
—  О Престере Джоне
Элиас — старший сын Престера Джона, стал следующим верховным королём.
Джошуа — младший сын Престера Джона. После побега из темницы брата возглавляет сопротивление его правлению.
Бинабик — канук, сопровождающий Саймона во время его бегства из Хейхолта.
Валада Джелой — член Ордена Манускрипта. Во время событий книги обитает в древнем лесу Альдхорт.